# Bambergische Peinliche Halsgerichtsordnung

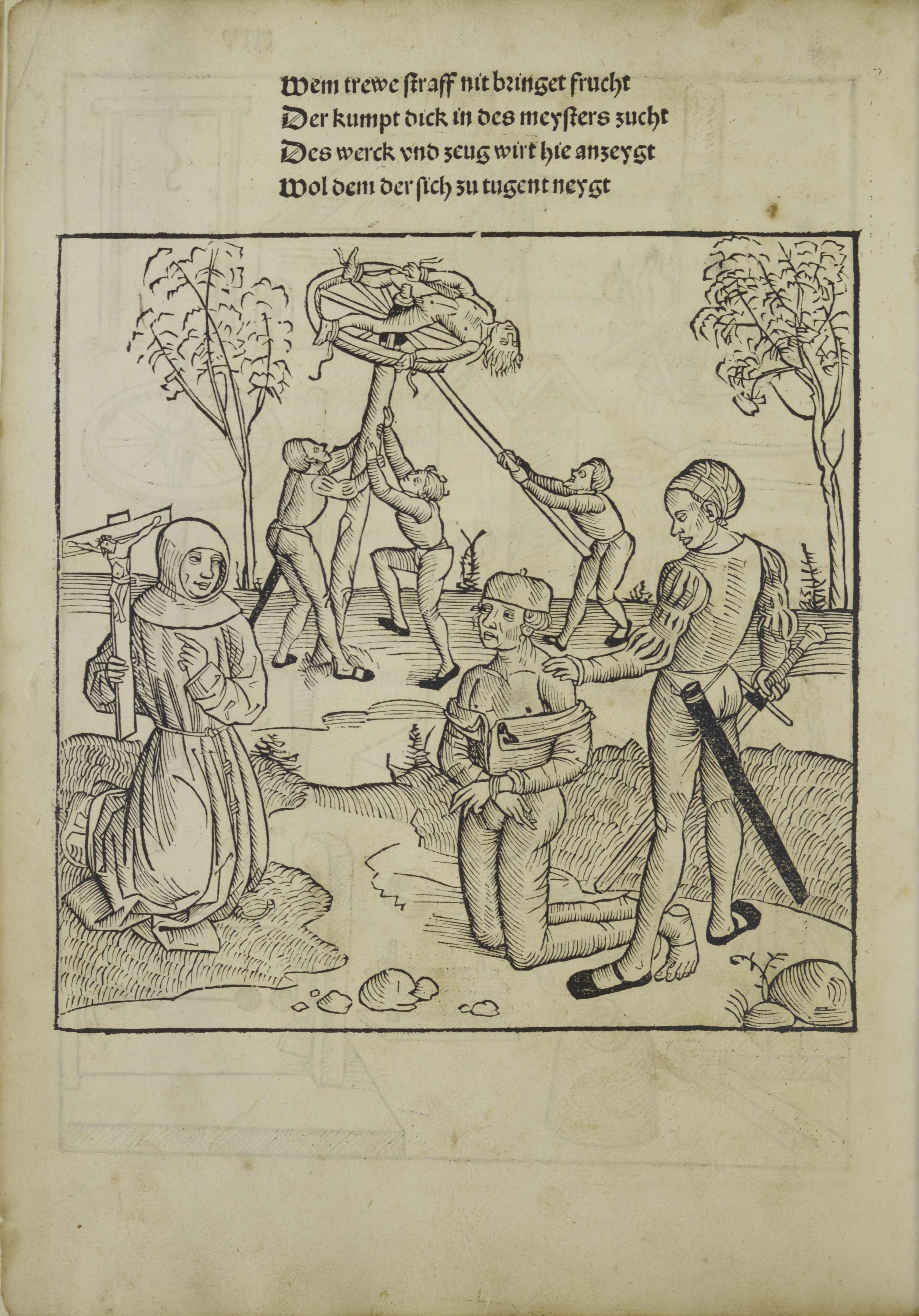
Blatt 40v aus der Bambergensis

Die Bambergische Peinliche Halsgerichtsordnung (auch Bambergensis genannt, lateinisch: Constitutio Criminalis Bambergensis) war eine 1507 von Johann Freiherr zu Schwarzenberg im Auftrag des Fürstbischofs Georg III. Schenk von Limpurg verfasste Halsgerichtsordnung für Bamberg. Schwarzenberg tat dies, obwohl er weder eine Lateinschule besucht noch ein Jurastudium absolviert hatte. Ihm reichte, „nach Rath der gelerten und ander verstendigen“ zu handeln. 

## Geschichte
Bereits im Jahr ihrer Entstehung wurde die Bambergensis bei Hans Pfeil herausgegeben. Sie regelte für das Hochstift Bamberg das Strafrecht und das Strafprozessrecht. Zur Erreichung von Geständnissen hielt man im Mittelalter die peinliche Befragung für ein geeignetes Mittel und konnte ein Prozess nach wie vor mit Handlungen einhergehen, wie sie aus der Inquisition bekannt sind. Dennoch gilt die vom Römischen Recht beeinflusste Bambergensis als bedeutendes Strafrecht jener Zeit. Im Zusammenwirken mit althergebrachten Methoden bei der Ahndung von Verbrechen sollte sie nun den Tätern, aber auch möglicher Richterwillkür gleichermaßen die Stirn bieten und dabei auch regionale Besonderheiten berücksichtigen.
Wegen des hohen Standards in der Rechtsanwendung, den die Bambergensis schon nach relativ wenigen Jahren erreicht hatte, wurde sie 1516 fast unverändert vom Markgraftum Brandenburg-Ansbach und vom Markgraftum Brandenburg-Kulmbach in die Constitutio Criminalis Brandenburgensis (auch genannt Brandenburgensis) übernommen. Sie war auch Grundlage für die Constitutio Criminalis Carolina Kaiser Karls V., die auf dem Reichstag zu Augsburg (1530) beschlossen und 1532 auf dem Reichstag in Regensburg ratifiziert wurde. Nach einer Neuauflage der Bambergensis 1580 erschienen auch von der Brandenburgensis mehrere revidierte Ausgaben: 1582 in Hof, erneut 1582 und sodann 1720 und 1753 in Ansbach sowie 1709 und 1726 in Bayreuth.